# Motorola SLVR
Motorola SLVR byla řada mobilních telefonů výrobce Motorola. Šlo o GSM telefony klasické konstrukce vyráběné v letech 2005 - 2007. Vyráběno bylo několik modelů, které se lišily vzhledem ale také výbavou. V době uvedení se jednalo o velmi tenké telefony s rozměry 113 × 49 × 11 milimetrů a hmotností 90 gramů.

## Modely
- Motorola SLVR L2 - nejnižší model bez fotoaparátu s vystouplou klávesnicí.
- Motorola SLVR L6 - vyšší výbava než u modelu L2, obsahuje digitální fotoaparát s rozlišením VGA (tedy 640x480) s možností záznamu krátkých videoklipů, samozřejmostí byla podpora MMS, bezdrátové technologie Bluetooth, WAP s datovými přenosy GPRS, herní technologie JAVA a MP3 vyzvánění, paměť měla kapacitu 10,6 MB a nebylo ji ještě možné rozšířit, neboť telefon postrádal slot pro paměťově karty. Nevýhodou byl displej, jednalo se o barevný displej technologie CSTN (neboli pasivní) s podporou 65 tisíc barev. Kvůli pasivní zobrazovací technologii bylo možné na displeji vidět "duchy" neboť tyto displeje měly pomalejší překreslovací schopnost. V českých obchodech se tento model prodával za 5000 korun. Klávesnice u tohoto modelu byla ještě plastová s modrým podsvícením. Kromě bezdrátového připojení přes Bluetooth bylo možné i kabelové spojení přes Mini USB konektor, přes který probíhalo také nabíjení. V prodeji byla růžová, bílá nebo černá varianta.
- Motorola SLVR L7 - do uvedení modelu SLVR L9 se jednalo o nejvybavenější model této řady. Oproti modelu L6 byl použit displej s technologií TFT (neboli aktivní) s podporou 262 tisíc barev. To znamená, že se zde jíž neobjevovaly "duchy" a sledování displeje tedy bylo mnohem příjemnější. Dále umožňoval použití paměťové karty o kapacitě až 2 GB, telefon tedy bylo možné využít jako MP3 přehrávač. Telefon ovšem nedokázal přehrát MP3 soubory s datovým tokem, který byl vyšší než 192 kbps. Samozřejmostí byla technologie Bluetooth, přehrávání skladeb na pozadí, prostor až pro tisíc telefonních čísel, vícepoložkový telefonní seznam, neomezená paměť pro SMS zprávy, možnost nastavení odlišného vyzvánění pro konkrétní kontakt nebo opakovaný budík. Na WAP se bylo možné připojit přes GPRS. Podporována byla herní technologie JAVA, český slovník iTap (což byla obdoba slovníku T9), kalendář s možností uložení událostí a nechyběl VGA fotoaparát s možností nahrávání videí, délka videí byla omezena na pouhých 30 sekund. Videa bylo možné natáčet buď v rozlišení 128x96PX nebo 172x144PX. Stejně jako u předchozích modelů zde byla klávesnice s modrým podsvícením a nechyběl konektor Mini USB, přes který bylo možné telefon nabíjet, nebo jej pomocí kabelu propojit s počítačem. Telefon se prodával v černozlaté barvě (zlatý rámeček okolo displeje a celá klávesnice s výjimkou kulatého ovládacího tlačítka, které bylo stříbrné), dále se prodávala také růžová nebo celočerná varianta. Růžová varianta se nejčastěji objevovala v nabídce T-Mobilu.
- Motorola SLVR L7e Upravená varianta modelu L7, která se lišila graficky upraveným firmwarem, jiným vzhledem klávesnice, podporou připojení přes EDGE a fotoaparátem, který měl vyšší rozlišení - 1,3 MPX, rozlišení videa se zvýšilo na 352x288 PX s délkou maximálně 3 minuty. Nově je bylo možné přehrávat přes celou obrazovku. Tento model se vyráběl pouze v tmavě modré barvě.
- Motorola SLVR L9 Nejvybavenější model této řady. od předchozích modelů se lišil chromovým rámečkem na předním panelu a vzhledem klávesnice. Do výbavy přibyl diktafon, podpora MP3 souborů s datovým tokem 320 kbps, fotoaparát s rozlišením 2 MPX, FM rádio a také podpora formátu mpeg4, samozřejmostí byla podpora EDGE připojení, integrovaná paměť měla nově kapacitu 23 MB s možností rozšíření o 2 GB pomocí microSD karet, opět bylo možné natáčet videa s rozlišením 352x288 PX ve formátu 3gp. Oproti předchozím modelům zde však byla délka videa omezena pouze volnou pamětí. Další odlišností byla upravená technologie JAVA, telefon tedy umožňoval minimalizovat spuštěnou aplikaci aniž by došlo ke ztrátě dat. Telefon se prodával pouze v černé barvě s chromovým rámečkem.